# Bocagea longepedunculata
Bocagea longepedunculata är en kirimojaväxtart som beskrevs av Carl Friedrich Philipp von Martius. Bocagea longepedunculata ingår i släktet Bocagea och familjen kirimojaväxter. Inga underarter finns listade i Catalogue of Life.